# Léon Gernez
Pour les articles homonymes, voir Gernez.
Léon Gernez, né à Cambrai le 15 mars 1875 et mort à Gruchet-le-Valasse en 1937 est un chirurgien français.
Ancien chirurgien en chef de l’hôpital Tenon, chef du centre anticancéreux, membre de l'Académie de Chirurgie, officier de la Légion d'honneur[réf. nécessaire]. Il a mis au point des techniques de diathermo-coagulation.

## Livres
- Traitement chirurgical de l'invagination intestinale chronique Léon Gernez (1906)
- Métastases nævo-carcinomateuses à évolution lente, par Gernez et L. Mallet(1931)
- Sur un cas l'adamantinome, par Gernez et J. Surmont(1928)
- Nouvelle technique de gastronomie, par MM. Gernez et Ho-Dac-Di (1930)
- De la Conservation et de l'utilisation des brides cicatricielles dans les pertes de substance étendues du maxillaire inférieur communication à la Société d'odontologie de Paris, 16 décembre 1917 de Raymond Lemière, Léon Gernez (1918)
- Nouvelle technique de gastrotomie, par MM. Gernez et Ho-Dac-Di (1930)